# Şeyhşaban, İncesu
Şeyhşaban là một xã thuộc quận İncesu, tỉnh Kayseri, Thổ Nhĩ Kỳ. Dân số thời điểm năm 2008 là 365 người.